# Friedrich Wilhelm Spehr

Friedrich Wilhelm Spehr

Friedrich Wilhelm Spehr (* 2. November 1799 in Braunschweig; † 24. April 1833 ebenda) war ein deutscher Mathematiker, Geodät und Hochschullehrer.

## Leben
Spehr war der älteste Sohn des Musikalienhändlers und -verlegers Johann Peter Spehr. Seine Mutter Luise, geborene Fischer, war die Tochter eines Beamten des Stiftes Gandersheim. Sein jüngerer Bruder war der Jurist und Historiker Ludwig Ferdinand Spehr.
Vom Vater zum Geschäftsnachfolger bestimmt, musste er mit 14 Jahren das Gymnasium verlassen und eine Lehre als Tuchhändler beginnen. Da Spehrs Interessen aber dem Bauwesen galten, widersetzte er sich, so dass der Vater gezwungen war, ihn aus der Lehre zu nehmen, und ihn schließlich in das eigene Geschäft übernehmen musste.
Da der Vater sich nicht von der Absicht abbringen ließ, ihn zum Kaufmann auszubilden, floh Spehr schließlich nach Hamburg, um sich dort nach Amerika einzuschiffen. Er offenbarte sich aber dem Schiffskapitän, der ihn überzeugte, reuig nach Hause zurückzukehren. Der erzürnte Vater ließ sich aber nach Spehrs Rückkehr überzeugen, seinem Sohn seinen Willen zu lassen.
Spehr bereitete sich zunächst bei Baukommissär Kahnt gemeinsam mit seinem späteren Schwager Carl Theodor Ottmer auf das Studium vor und setzte die Vorbereitung ab 1817 am Collegium Carolinum fort. Dort entdeckte er sein mathematisches Interesse, so dass er ab 1819 ein Studium in Göttingen aufnahm, wo Carl Friedrich Gauß, Karl Ludwig Harding, Tobias Mayer und Bernhard Friedrich Thibaut seine Lehrer waren. 1822 kehrte er nach Braunschweig zurück und setzte seine Studien als Privatgelehrter fort. 1824 promovierte er bei Carl Friedrich Gauß.
Anschließend hatte er Schwierigkeiten, eine adäquate Anstellung zu finden und überlegte, ins Ausland zu gehen. Durch Vermittlung Thibauts wurde er 1825 als Lehrer und 1827 als außerordentlicher Professor für Mathematik ans Collegium Carolinum nach Braunschweig berufen.
Von 1828 bis 1833 leitete er eine Triangulation des Herzogtums Braunschweig.
Spehr engagierte sich sowohl hochschulpolitisch als auch literarisch, zum Beispiel wurden Gedichte von ihm im Dresdner Abendblatt veröffentlicht.
Am 15. Juli 1827 schloss er eine Neigungsheirat mit Johanne Juliane Louise Ottmer, der Tochter eines Braunschweiger Arztes. Die Ehe verlief aber unglücklich und wurde 1832 durch landesherrliche Machtvollkommenheit wieder aufgelöst, nachdem ein Scheidungsgericht zuvor keinen rechtlichen Grund feststellen konnte.
Spehrs Gesundheit war durch sein privates Unglück und die Strapazen der von ihm durchgeführten Vermessungsarbeiten geschwächt, so dass er bereits mit 33 an einem plötzlichen Schlaganfall verstarb.

## Geodätische Arbeiten
Schon während seines Studiums beschäftigte sich Spehr mit Geodäsie und Kartographie. Im Verlag seines Vaters erschienen zahlreiche kartographische Arbeiten, z. B. 1820 eine Karte des Herzogtums Braunschweig im Maßstab 1:280.000.
Spehr unterbreitete gemeinsam mit dem Kreiseinnehmer Heinemann am 22. August 1828 dem Herzogtum ein Gutachten, das eine exakte Vermessung als sehr vorteilhaft darstellte. Die Kosten wurden auf 4725 Thaler geschätzt und Spehr bot sich für die Durchführung an. Bereits am 9. Oktober 1828 wurde das Vorhaben bewilligt. Ziel der von ihm geleiteten Commission zur Berichtigung der Gerlach’schen Spezialkarte des Herzogthums Braunschweig war die Erstellung einer topographischen Karte im Maßstab 1:50.000. Außerdem gehörten noch Oberst von Wachholtz, Wegebau-Inspektor Glahn, Hofjägermeister Graf von Veltheim, Cammerrath von Amsberg und Landessyndikus Pricelius dem Gremium an.
Spehr übernahm die Ausführung der Vermessung, wofür ihm noch zwei Offiziere und Gehilfen zugeteilt wurden. Er begann umgehend mit der Errichtung der notwendigen Signale für die Messpunkte, so dass im Sommer 1829 mit der Vermessung begonnen werden konnte. Insbesondere sollten Messpunkte und Daten von Gauß und einer Hannoveraner Triangulation zu Hilfe genommen werden. Zur Minimierung von Fehlern wird die Methode der kleinsten Fehlerquadrate angewendet.
Die Vermessung und die Berechnungen des nicht optimal konfigurierten Netzes gingen trotz Unterstützung von Gauß, insbesondere durch Überlassung von Messdaten, der Überprüfung der Genauigkeit von Messungen oder praktischen Ratschlägen zu Vermessungsinstrumenten, nur mühsam voran, unter anderem auch wegen widriger Wetterbedingungen. Im Sommer 1830 musste eine Nachbewilligung von 1800 Thalern beantragt werden. Durch fortwährende Verzögerung insbesondere durch den sich verschlechternden Gesundheitszustand Spehrs kam es zu Spannungen innerhalb der Kommission. Auch persönliche Abneigungen können dabei eine Rolle gespielt haben, denn der rasche Aufstieg Spehrs hatte ihm Neider und Feinde beschert und auch Spehrs Charakter, insbesondere seine die Schranken des Umgangs übertretende Geradheit mag dazu beigetragen haben. Schließlich wurde Spehr im März 1832 gezwungen, einen Statusbericht zu liefern. Er berichtete, dass die Vermessungen weitgehend abgeschlossen seien, allerdings verzögerte sich die Lieferung der Messdaten an die Kartographen immer wieder, bis das Unternehmen durch Spehrs Tod gänzlich in Frage gestellt wurde.
Schließlich kamen Zweifel an der Genauigkeit der zu Grunde gelegten Gerlachs’chen Karte auf, so dass 1835 die Arbeiten auch aufgrund einer Kostenschätzung von zusätzlichen 7900 Thalern bis zur Fertigstellung der Karte eingestellt wurden. Die Ergebnisse wurden im herzoglichen Planbüro archiviert und nur 1857 noch einmal einer Durchsicht unterzogen. Dabei ergab sich, dass sich nur an zwei Messpunkten erhebliche Differenzen und Abweichungen zeigten. Allerdings sah man von einer Fortführung der Arbeiten ab, da u. a. auch die Signale an den Messpunkten nicht mehr vorhanden waren.

## Mathematisches Werk
Sein mathematisches Hauptwerk ist seine Dissertationsschrift aus dem Bereich der Kombinatorik: Vollständiger Lehrbegriff der reinen Combinationslehre mit Anwendungen derselben auf Analysis und Wahrscheinlichkeitsrechnung. Diese Arbeit brachte ihm hohe Anerkennung ein und machte ihn zu einem der führenden Kombinatoriker im deutschen Sprachraum.
Auch über die Analysis schrieb er ein umfangreiches Werk, das aufgrund seines frühen Todes unvollendet blieb.

## Bildungspolitisches Engagement
Als Spehr 1825 Lehrer am Collegium Carolinum wurde, diente diese vorwiegend der Ausbildung von höheren Beamten für das Herzogtum Braunschweig und der Vorbereitung von Schülern auf ein Universitätsstudium. Sie war selbst keine Universität und stand in direkter Konkurrenz zu den Braunschweiger Gymnasien (Vorgänger des heutigen Martino-Katharineums). Als 1825 der Sprachlehrer am Collegium Carolinum Dr. August Brandes, der Pastor Friedrich Möhle und der Buchhalter Friedrich Süpke ein technisch ausgerichtetes Realgymnasium gründeten (Vorgänger der heutigen Neuen Oberschule), das sehr starken Zulauf fand, mussten die traditionellen Gymnasien um ihren Bestand fürchten und auch die Immatrikulationen am Collegium Carolinum gingen zurück. Eine eilig einberufene Schulkommission unter Leitung von Gymnasialdirektor Friedeman und Magistratsdirektor Bode führte 1828 zur Zusammenfassung der Gymnasien zu einem Gesamtgymnasium, was den Druck auf das Collegium Carolinum weiter verschärfte.
1831 unterbreitete Spehr in einer zunächst anonymen Veröffentlichung einen Vorschlag zur Weiterentwicklung des Collegiums Carolinum zu einem Polytechnischen Institut, der kontrovers diskutiert, aber zunächst nicht umgesetzt wurde. Spehr war seiner Zeit weit voraus, erst im Jahr 1862 wurden mit der Umwandlung des Collegium Carolinum in eine Polytechnische Schule wesentliche Teile des Spehrschen Vorschlags verwirklicht.